# Deadlock (jeu vidéo)
Deadlock est un jeu vidéo de tir multijoueur à venir développé et publié par Valve. Il combine des éléments des genres hero shooter et MOBA via un angle de vue de la caméra à la troisième personne. Deadlock est en phase de test fermé depuis 2023 et les joueurs disposant d'un accès sont en mesure d'inviter des amis via Steam. 
Valve dévoile officiellement le jeu en août 2024 en publiant sa page sur Steam, page précisant que le titre n'est qu'au début de son développement. À la fin du même mois, le jeu atteint un nombre de joueurs simultané dépassant les 100 000 joueurs.

## Système de jeu
Deadlock est un jeu de tir à la troisième personne en arène de bataille en ligne multijoueur où s'affronte deux équipes de six joueurs. Au cours d'une partie, chaque joueur incarne un seul héros lequel fait preuve d'agilité. En effet, quel que soit le héros, un joueur peut double sauter, esquiver et faire une glissade et un dash aérien.  Un système économique est présent, avec des âmes gagnées, qui peuvent être échangées dans la partie contre des objets offrant divers avantages. Les membres de chaque camp doivent avancer jusqu'à la base ennemi  parmi l'une des voies de la carte, tout en détruisant les défenses adverses et en protégeant ses faibles unités alliés,.